# سارة ستيوارت
سارة ستيوارت (بالإنجليزية: Sarah Stewart)‏ هي كاتبة للأطفال وكاتِبة أمريكية، ولدت في 1969.